# تلال تاجابو
تلال تاجابو: هو حقل بركاني في منطقة دارفور في السودان، يقع شمال جبل مرة وجنوب غرب حقل ميدوب البركاني، ويحتوي علي مخروطات الرماد، التي يُعتقد أنها من أواخر العصر البليستوسيني.